# اللغة النرمندية
اللغة النُورمندية (بالإنجليزية: Norman language)‏ هي لغة رومانسية وإحدى «لغات دؤيل». يُمكن تصنيف النرمندية ضمن «لغات دؤويل الشمالية» جنباً إلى جنب مع البكاردية والوالونية. ويُستخدم أحياناً اسم «النرمندية-الفرنسية» للإشارة إلى مجموعة من اللغات لا تتضمن النرمندية وحدها، بل أيضاً اللغات الحكومية الأنغلو-نورمانية والفرنسية المنخفضة والتي تستخدم في إنجلترا.

## تاريخ
عندما وصل الغزاة الإسكدنافيون إلى إقليم «نيوستريا» واستقروا في الأرض التي أصبحت تعرف بـ«نرمندية»، بدؤوا يأخذون تدريجياً اللغة «الغال-رومنسية» وتأثر كلامهم بها، والتي كانت لغة سكان المنطقة (بنفس الطريقة التي أخذ فيها الحكام النرمنديون في بريطانيا لغة رجال الإدارة والحكم). وقد ساهم هذا في تحويل لغة الإسكندنافيين إلى لغات جديدة تكوّنت في هذه المناطق.

## وصلات خارجية
- لهجة فرنسية نرمندية على الموسوعة العالمية الجديدة (1905) (بالإنجليزية)